# Вирджиния (кораб)
ККЩ Вирджиния е първият военен параход с желязна обшивка, построен от Военноморските сили на Конфедерацията през първата година на Американската гражданска война; тя е конструирана като брониран каземат, използвайки повдигнатия оригинален долен корпус и двигатели на разглобената парна фрегата КСЩ Меримак (USS Merrimack). Вирджиния била един от участниците в битката при Хамптън роадс, противопоставяйки се на Съюза на КСЩ Монитор през март 1862 г. Битката е става известна във военноморската история, като първата битка между броненосци.

## КСЩМеримакстава ККЩВирджиния

### Реконструкция на бронята
Обгорелия дървен материал на корпуса бил отсечен по оригиналната ватерлиния на съда, оставяйки достатъчно достатъчно хлабина, за да побере големия ѝ гребен винт с две перки. Нов фантейл и брониран каземат били построени на новата главна палуба, а към носа ѝ бил добавен v-образен вълнолом (балотаж), който се прикрепя към бронирания каземат. Тази предна и задна главна палуба и фентейл са проектирани да стоят потопени и са покрити с 10 cm желязна плоча, изградена на два слоя. Каземата е построен от 61 cm дъб и бор в няколко слоя, гарнирани с два инча дебели слоеве от желязо, ориентирани перпендикулярно един на друг и под ъгъл на 36 градуса от хоризонтала, за да отклоняват изстреляните вражески снаряди.

## Битката при Хамптън роадс
Битката при Хамптън роадс започва на 8 март 1862 г., когато Вирджиния ангажира блокадата на флота на Съюза. Въпреки всички посочени усилия, за да я завършите, новият броненосец все още имаше работници на борда, когато тя достига Хамптън роадс с нея е флотилия от пет ВСК кораби за поддръжка: Raleigh (служи като склад на Вирджиния), Beaufort, Патрик Хенри, Джеймстаун, и Тийзър .